# Muskan Khatun
Muskan Khatun, född 11 maj 2004 är en nepalesisk människorättsaktivist.
2019 blev Khatun allvarligt skadad efter att en pojke attackerat henne genom att kasta syra på henne när hon var på väg till skolan. Attacken var en hämnd för att hon avvisat en pojke som visat intresse för henne romantiskt och som inte accepterade hennes eller hennes fars nej. Istället tog pojken hjälp av en vän som hjälpte till att både planera och genomföra attacken. Khatun fick omfattande brännskador i ansiktet, på bröstet och händerna men valde att använda erfarenheten för att öka kunskapen om förekomsten av syraattacker i Nepal och kräva hårdare straff för den typen av brott.
Khatun tilldelades International Women of Courage Award 2021.